# Crisis anglófona de Camerún
La crisis anglófona (en francés: Crise anglophone), también conocida como la guerra de independencia de Ambazonia o la guerra civil de Camerún, es una guerra civil en curso en las antiguas regiones del sur de Camerún, parte del problema anglófono de Camerún. Tras la represión de las protestas camerunesas de 2016-17, los nacionalistas o separatistas ambazonianos en los territorios anglófonos de las regiones del noroeste y suroeste (anteriormente conocidas como Camerún del Sur) lanzaron una campaña de guerrilla contra las Fuerzas Armadas de Camerún y luego proclamaron unilateralmente la independencia. En noviembre de 2017, el gobierno de Camerún declaró la guerra a los separatistas y envió su ejército a las regiones anglófonas.
Comenzando como una insurgencia de baja escala, el conflicto se extendió a la mayor parte de las regiones anglófonas en un año. Para el verano de 2019, el gobierno controlaba las principales ciudades y partes del campo, mientras que los nacionalistas ambazonianos controlaban partes del campo y aparecían regularmente en las principales ciudades. Un año después, surgieron líneas de frente claramente definidas, a veces con un entendimiento mutuo tácito entre los beligerantes sobre quién controla qué áreas; mientras que Camerún atacaría pueblos y aldeas controlados por los separatistas, no buscaría recuperarlos por completo, centrándose en cambio en asegurar las principales áreas urbanas. El gobierno de Camerún cuenta con el apoyo de la administración de Buhari en Nigeria,  mientras que al menos un grupo ambazoniano está aliado con los separatistas de Biafra. La facción del Gobierno Interino de Ambazonia liderada por Samuel Ikome Sako se ha distanciado de esta alianza, con la esperanza de enmendar los lazos con Nigeria.
Miles de personas han muerto en la guerra y más de medio millón se han visto obligados a huir de sus hogares. Aunque en 2019 se produjo el primer caso conocido de diálogo entre Camerún y los separatistas, así como un diálogo nacional organizado por el Estado y la concesión de un estatus especial a las regiones anglófonas, la guerra siguió intensificándose a finales de 2019. Las elecciones parlamentarias de Camerún de 2020 trajeron una mayor escalada, ya que los separatistas se volvieron más asertivos mientras Camerún desplegaba fuerzas adicionales. Si bien la pandemia de COVID-19 vio a un grupo armado declarar un alto el fuego unilateral para combatir la propagación del virus, otros grupos y el gobierno de Camerún ignoraron los llamados a hacer lo mismo y continuaron luchando.
Se han hecho intentos limitados de negociación. Las conversaciones mediadas por Suiza en 2019 finalmente fracasaron, y la crisis de liderazgo de Ambazonian ha complicado la situación. El mismo año, los líderes separatistas que fueron extraditados de Nigeria en 2018 fueron condenados a cadena perpetua por un tribunal militar. Sin embargo, ante la creciente presión internacional por un alto el fuego global, en julio de 2020 Camerún comenzó a negociar con estos líderes encarcelados. Las conversaciones se llevaron a cabo entre Sisiku Julius Ayuk Tabe y otros líderes encarcelados y representantes del gobierno camerunés. Las conversaciones describieron una serie de condiciones para que el gobierno de Camerún acepte lo que Ayuk Tabe dijo que crearía un "ambiente propicio" para que se produzcan negociaciones sustanciales. Estas conversaciones finalmente fracasaron y la lucha continuó.

## Protestas
En octubre de 2016, estallaron una serie de protestas tras el nombramiento de jueces de habla francesa en áreas de habla inglesa de Camerún; estas protestas tuvieron lugar en dos regiones predominantemente de habla inglesa: la Región Noroeste y la Región Suroeste. El 23 de noviembre de 2016, se informó que al menos dos personas murieron y 100 manifestantes fueron arrestados en Bamenda, una ciudad en la Región Noroeste. A partir del 17 de enero de 2017, surgieron informes de que se había implementado un bloqueo de Internet en las principales ciudades de las regiones del noroeste y suroeste de Camerún; y muchos sospechan que se trata de una estratagema del gobierno para interrumpir y aplastar las protestas anglófonas.
El 22 de septiembre de 2017, miles de manifestantes salieron a las calles exigiendo la plena independencia. En Buea, la capital del sur de Camerún, los secesionistas retiraron la bandera nacional de una comisaría e izaron la bandera de rayas azules y blancas de Ambazonia mientras los niños se pintaban la cara de azul y blanco para representar el territorio y coreaban "queremos libertad". Alrededor de ocho personas fueron asesinadas, con fotos que circulan en las redes sociales. El 1 de octubre, el Camerún de habla inglesa declaró su independencia del Camerún de habla francesa. Se realizaron marchas pacíficas en las calles de las regiones anglófonas y protestas en varias ciudades: Buea, Bamenda, Kumba, Kumbo y Mamfe. Los manifestantes llevaron hojas para simbolizar la libertad y cantaron canciones mientras celebraban su independencia. Al día siguiente, 2 de octubre, Amnistía Internacional informó que al menos 17 personas murieron en enfrentamientos militares.

## Declaración de guerra
El 9 de septiembre de 2017, el Consejo de Defensa de Ambazonia (ADC) desplegó las Fuerzas de Defensa de Ambazonia (ADF) en el sur de Camerún. El líder del grupo, Benedict Kuah, declaró formalmente la guerra al gobierno de Camerún y lanzó operaciones de combate para lograr la independencia de la Federación de Ambazonia. El Consejo de Defensa de Ambazonia declaró:

El estado de guerra declarado sobre el estado de Ambazonia por el ilegítimo y brutal gobierno colonial de La Republique du Cameroun se compromete en defensa propia y por la liberación de la Federación de Ambazonia de los abusos sistemáticos de los derechos humanos y anexión ilegal sin tratado de unión

## Estrategia militar
El Ejército de Camerún libra una guerra de contrainsurgencia, con el objetivo de llegar a la base de apoyo de los separatistas. Esto incluye quemar casas donde se encuentran armas y, según residentes locales (pero negados por el ejército), llevar a cabo ataques de venganza.
Los separatistas ambazonianos están librando una guerra de guerrillas. Numerosos y materialmente inferiores al ejército de Camerún, llevan a cabo ataques, emboscadas y redadas de "golpe y fuga". Según las Fuerzas de Defensa de Ambazonia, en junio de 2018 había 1.500 soldados en el grupo, repartidos en veinte campamentos en todo el Camerún de habla inglesa.

## Violencia
Hay evidencia fotográfica que muestra una política constante de incendiar aldeas. El ejército afirmó que los soldados que fueron filmados eran separatistas que vestían uniformes robados al ejército camerunés, acusación que fue negada por los residentes locales. Las imágenes de satélite muestran grandes daños en las aldeas. A los periodistas se les prohibió ingresar a las zonas de conflicto y a los soldados se les prohibió llevar teléfonos celulares.
A fines de 2017, los separatistas declararon un boicot escolar y atacaron y quemaron las escuelas que se negaban a cerrar. Entre febrero de 2017 y mayo de 2018, al menos 42 escuelas se vieron afectadas.

## Consecuencias humanitarias
Hasta enero de 2018, 15 000 personas habían huido del Camerún de habla inglesa hacia Nigeria. Ese número aumentó a por lo menos 40.000 personas en febrero. Según un informe de International Crisis Group, en febrero de 2022 al menos 6.000 personas habían muerto en el conflicto, mientras que 765.000 se habían convertido en refugiados internos y externos, especialmente en Nigeria.